# Final Space
Final Space ist eine US-amerikanische Science-Fiction-Zeichentrickserie von Olan Rogers, die 2018 bis 2021 in drei Staffeln gezeigt wurde. Die erste Staffel wurde auf dem Sender TBS gezeigt, mit der zweiten Staffel wechselte die Serie auf Adult Swim. In Deutschland wurde die Animationsserie von 2018 bis 2021 auf TNT Comedy ausgestrahlt.
In Final Space kämpft der ungeschickte, aber tapfere Astronaut Gary Goodspeed gemeinsam mit einer bunt zusammengewürfelten Crew und dem mysteriösen Wesen Mooncake gegen kosmische Bedrohungen, um das Universum vor einer finsteren, bedrohlichen Macht zu schützen. Die Serie verbindet humorvolle Elemente mit epischen Abenteuern und stellt tiefere Fragen zu Freundschaft, Opferbereitschaft und dem Schicksal des Universums.

## Handlung
Gary Goodspeed ist ein Gefangener der Infinity Garde. Er wurde zu fünf Jahren Haft verurteilt, da er sich als Pilot der Infinity Garde ausgegeben und unabsichtlich 92 Sternenkreuzer zerstört hat, als er Captain Quinn Airgon beeindrucken wollte. Gary wurde zu Arbeiten im Weltraum verurteilt. Er ist auf einem Raumschiff, der Galaxy One, das von der künstlichen Intelligenz HUE gesteuert wird, und bekommt Anweisungen von dieser KI, wenn Reparaturarbeiten an Satelliten anstehen. Außerdem an Bord des Raumschiffes sind Robotereinheiten, die bei Reparaturen helfen, jedoch auch in Kampfhandlungen verteidigen können, und ein schwebender Roboter namens KVN (ausgesprochen Kevin), der als interstellarer Geisteskrankheitsvermeidungskumpel fungiert, ironischerweise aber Gary regelmäßig in den Wahnsinn treibt.
Zum Anfang jeder Folge sieht man Gary hilflos im All treiben. HUE sagt ihm am Anfang der ersten Folge, er habe nur noch 10 Minuten Sauerstoff. Mit jeder Anfangssequenz bei einer Folge verringert sich die Zeit um eine Minute. Die Handlung setzt an Tag 1818 der Haft von Gary ein, also kurz vor Beendigung ebendieser. Nach Beendigung einer Reparatur an einem Satelliten trifft Gary auf eine außerirdische Lebensform, die er Mooncake nennt. Er nimmt Mooncake bei sich auf. Doch es dauert nicht lange, bis Kopfgeldjäger auftauchen und die Galaxy One entern. Es stellt sich heraus, dass diese von einem gewissen Lord Commander geschickt wurden, um Mooncake sicherzustellen. HUE kann sie jedoch loswerden, indem er die Galaxy One lichtfaltet (eine Art Teleportation). Nachdem die Galaxy One in ein Asteroidenfeld geraten ist und Gary von Mooncake gerettet wurde, bemerkt HUE, dass noch ein Kopfgeldjäger an Bord ist. Gary stellt diesen und nimmt ihn fest. Es handelt sich um Avocato, eine große humanoide Katze, die dem Lord Commander nur treu ist, weil dieser seinen Sohn, Little Cato, gefangen hält. Avocato bietet an, Gary zu helfen, wenn dieser ihm hilft, seinen Sohn zu befreien.
Also machen sich die beiden auf den Weg zu einem Planeten, auf dem Little Cato festgehalten wird. Es stellt sich als Falle des Lord Commanders heraus, der Avocato dafür bestrafen will, dass er Mooncake nicht fangen konnte. Der Lord Commander eröffnet Gary und Avocato, dass er Mooncake benötigt, um das Tor zum Final Space zu öffnen, einem Ort, an dem grausame Titanen leben. Gary und Avocato können fliehen. Jedoch verliert Gary dabei einen Arm und hat seitdem einen Roboterarm als Prothese. Während die beiden auf dem fremden Planeten sind, dringt ein maskiertes humanoides Wesen in die Galaxy One ein, gibt KVN einen versteckten Datenträger und verschwindet wieder. Zurück auf der Galaxy One erhält die Crew einen Hilferuf, ausgerechnet von Quinn Airgon. Als diese gerettet wurde, stellt sich heraus, dass diese sich nicht an Gary erinnern kann und keine seiner täglichen Videobotschaften erhalten hat. Gary ist am Boden zerstört, kann aber nicht lange jammern, da die Galaxy One von der Infinity Garde angegriffen wird. Die Infinity Garde will Quinns Forschungen zu einer Anomalie im Weltraum unterbinden und setzt daher alle Mittel gegen sie ein. Da der Galaxy One die Energie abgestellt wurde, muss Gary einen sterbenden Stern anzapfen. Dabei fällt er in eine Art Trance und hat Flashbacks aus seiner Kindheit. Man sieht, wie Garys Vater bei einer Weltraummission stirbt, und Gary wird bewusst, dass dieser, ebenso wie Quinn, die Anomalie im Weltraum untersucht hat. In letzter Sekunde kann sich die Galaxy One der Infinity One entziehen, unter anderem durch den Datenträger von KVN.
Nach einer Videobotschaft von Little Cato können sie ihn orten und retten, jedoch opfert sich Avocato dabei für seinen Sohn und stirbt. Ein Racheangriff von Little Cato und Gary auf den Lord Commander scheitert, sie werden jedoch von dem maskierten Wesen gerettet, das KVN bereits den Datenträger gegeben hatte. Es stellt sich heraus, dass dieses Wesen Quinn aus der Zukunft ist, die mit einer Zeitmaschine zurückkam, um die Geschehnisse zu verhindern. Sie versucht Mooncake zu töten, da dieser in der Zukunft dafür verantwortlich sein wird, dass das Tor zum Final Space geöffnet und das Universum von Titanen heimgesucht wird. Gary bittet Zukunfts-Quinn darum, einen anderen Weg zu finden. Also schlägt sie vor, bei einem verstoßenen Titan um Rat zu fragen, der Quinn bereits die Baupläne für die Zeitmaschine gab. Bei dem Titan angekommen wird Gary ausgewählt mit diesem zu sprechen. Der Titan schickt ihn in die Vergangenheit auf das Schiff seines Vaters, kurz bevor dieser gestorben ist und friert die Zeit dort ein. Nur Gary und sein Vater können sich bewegen und unterhalten, während um sie herum alles eingefroren ist. Dort erfährt Gary, dass die Anomalie mit einer Antimateriebombe geschlossen werden kann, die sich auf der Erde befindet. Außerdem findet Gary heraus, dass der Lord Commander niemand anderes ist als der Co-Pilot und gute Freund von Garys Vater, der jedoch von einer Machtwelle aus dem Final Space getroffen wurde und so zum Lord Commander wurde. Garys Vater opfert sich, um die Antimateriebombe auf der Seite des Final Space zu zünden.
Die Galaxy One begibt sich auf den Weg zur Erde, um die verbliebene Bombe zu bergen. Dies gelingt nach einigen Hindernissen, und sie machen sich auf den Weg zu der Anomalie. Dort wartet der Lord Commander bereits und nimmt Mooncake gefangen. Bei dem Kampf gegen den Lord Commander kommt jedes Crewmitglied bis auf Gary und Quinn um. Dem Lord Commander gelingt es, das Tor zum Final Space zu öffnen. Die Erde wird von einem Titanen in den Final Space gezogen, bevor jemand etwas dagegen machen kann. Da Quinn bemerkt, dass sie nur eine einzige Chance haben, die Bombe zu zünden, opfert sie sich, damit Gary überlebt. Das Tor schließt sich und Gary ist plötzlich alleine im Weltraum. Gary geht der Sauerstoff aus und er stirbt nach den von HUE heruntergezählten zehn Minuten. Im Jenseits trifft er auf seinen Vater, der ihn vor die Wahl stellt, dort zu bleiben oder zurückzugehen.

## Produktion und Veröffentlichung

### Konzeption und Entwicklung
Entwickelt wurde die Serie von dem Indie-Filmemacher Olan Rogers und David Sacks. Die Idee entstand Mitte 2010, als Rogers die erste Folge der Webserie Gary Space auf seinem YouTube-Kanal veröffentlichte.
Am 30. April 2013 gab Rogers bekannt, dass die Serie ein Reboot bekommen soll. Nach über zwei Jahren gab er bekannt, dass ein Reboot in Zusammenarbeit mit Cartoon Network geplant ist und auf dem Buffer Festival seine Premiere feiern soll.
Anfang 2016 wurde bekannt, dass das Projekt Final Space heißen soll und erstes Material wurde veröffentlicht. Rogers gewann die Aufmerksamkeit von Conan O’Brien, welcher von ihm wollte, dass die Serie bei TBS erscheint, woraufhin die ersten Produktionsarbeiten starteten.

### Produktion
Die Animationen wurden in Los Angeles von ShadowMachine produziert und nach Kanada durch Jam Filled in Ottawa ausgelagert, welches Toon Boom Harmony als Animationssoftware verwendet. Als Hintergründe werden teilweise Bilder von der NASA verwendet. Die deutsche Synchronisation wurde von Neue Tonfilm München übernommen und Dialogregie führte Patrick Roche.

### Ausstrahlung
Erstmals im Fernsehen wurde die Serie am 26. Februar 2018 auf TBS ausgestrahlt. Bereits am 15. Februar 2018 wurde die Pilotfolge auf Reddit gezeigt und zwei Tage später auf der Webseite und App veröffentlicht. Auf dem Sender TBS wurde die erste Staffel vom 26. Februar bis zum 7. Mai 2018 ausgestrahlt. Mit der zweiten Staffel wechselte die Serie auf den Kabelsender Adult Swim. Die zweite Staffel wurde vom 24. Juni bis zum 23. September 2019 gezeigt. Eine dritte und letzte Staffel wurde vom 20. März bis zum 14. Juni 2021 ausgestrahlt.
Die erste Folge feierte ihre deutsche Erstausstrahlung am 12. Mai 2018 bei TNT Serie, die restlichen neun Episoden wurden ab dem 15. Mai 2018 auf TNT Comedy ausgestrahlt. Die zweite Staffel folgte vom 10. September bis zum 22. Oktober 2019 in Doppelfolgen. Die dritte Staffel wurde vom 9. Juni bis zum 1. September 2021 gezeigt.

### Absetzung
Am 10. September 2021 gab Rogers bekannt, dass Adult Swim die Serie nach drei Staffeln aufgrund der geplanten Fusion von WarnerMedia und Discovery abgesetzt hat, die in diesem Jahr angekündigt wurde. Im September 2022 erklärte Rogers auf Twitter, dass die Serie steuerlich abgeschrieben werden würde. Die Serie wurde am 16. Dezember 2023 international von Netflix entfernt.

## Synchronisation
Die deutsche Synchronisation entstand bei der Neue Tonfilm München unter der Dialogregie von Patrick Roche, der zusammen mit Cliff Spencer die Dialogbücher schrieb.
| Rolle                     | Originalsprecher   | Deutscher Sprecher       |
| ------------------------- | ------------------ | ------------------------ |
| Gary Goodspeed            | Olan Rogers        | Dominik Auer             |
| KVN                       | Fred Armisen       | Markus Pfeiffer          |
| H.U.E.                    | Tom Kenny          | Hans-Georg Panczak       |
| Mooncake                  | Olan Rogers        | Lea Kalbhenn             |
| Tribore Menendez          | Olan Rogers        | Paul Sedlmeir            |
| Quinn Airgone / Nightfall | Tika Sumpter       | Solveig Duda             |
| Lord Commander            | David Tennant      | Tobias Lelle             |
| Little Cato               | Steven Yeun        | Tobias John von Freyend  |
| Ash Graven                | Ashly Burch        | Farina Brock             |
| Fox                       | Ron Funches        | Sebastian Winkler        |
| A.V.A.                    | Jane Lynch         | Claudia Urbschat-Mingues |
| Clarence Polkowitz        | Conan O’Brien      | Hans-Rainer Müller       |
| Avocato                   | Coty Galloway      | Stefan Günther           |
| S.A.M.E.S.                | Tom Kenny          | Philipp Rafferty         |
| John Goodspeed            | Ron Perlman        | Jan Odle                 |
| Sheryl Goodspeed          | Claudia Black      | Carin C. Tietze          |
| Eric                      | Tobias Conan Trost | Gerhard Acktun           |
| Bolo                      | Keith David        | Ekkehardt Belle          |

## Episodenliste

### Übersicht
| Staffel | Episodenanzahl | Erstausstrahlung USA | Erstausstrahlung USA | Deutschsprachige Erstausstrahlung | Deutschsprachige Erstausstrahlung |
| Staffel | Episodenanzahl | Staffelpremiere      | Staffelfinale        | Staffelpremiere                   | Staffelfinale                     |
| ------- | -------------- | -------------------- | -------------------- | --------------------------------- | --------------------------------- |
| 1       | 10             | 17. Februar 2018     | 30. April 2018       | 12. Mai 2018                      | 12. Juni 2018                     |
| 2       | 13             | 24. Juni 2019        | 23. September 2019   | 10. September 2019                | 22. Oktober 2019                  |
| 3       | 13             | 20. März 2021        | 14. Juni 2021        | 9. Juni 2021                      | 1. September 2021                 |

### Staffel 1
Die erste Staffel der Serie mit zehn Folgen wurde 2018 ausgestrahlt.
| Nummer | Deutscher Titel | Originaltitel | deutsche Erstausstrahlung | Originalausstrahlung |
| 1      | Kapitel Eins    | Chapter One   | 12. Mai 2018              | 17. Februar 2018     |
| 2      | Kapitel Zwei    | Chapter Two   | 15. Mai 2018              | 17. Februar 2018     |
| 3      | Kapitel Drei    | Chapter Three | 22. Mai 2018              | 05. März 2018        |
| 4      | Kapitel Vier    | Chapter Four  | 22. Mai 2018              | 12. März 2018        |
| 5      | Kapitel Fünf    | Chapter Five  | 29. Mai 2018              | 19. März 2018        |
| 6      | Kapitel Sechs   | Chapter Six   | 29. Mai 2018              | 26. März 2018        |
| 7      | Kapitel Sieben  | Chapter Seven | 05. Juni 2018             | 09. April 2018       |
| 8      | Kapitel Acht    | Chapter Eight | 05. Juni 2018             | 16. April 2018       |
| 9      | Kapitel Neun    | Chapter Nine  | 12. Juni 2018             | 23. April 2018       |
| 10     | Kapitel Zehn    | Chapter Ten   | 12. Juni 2018             | 30. April 2018       |

### Staffel 2
Eine zweite Staffel mit 13 weiteren Folgen wurde am 7. Mai 2018 angekündigt und wurde 2019 gezeigt.
| Nummer | Deutscher Titel                | Originaltitel                | deutsche Erstausstrahlung | Originalausstrahlung |
| 11     | Die Toro-Regatta               | The Toro Regatta             | 10. September 2019        | 24. Juni 2019        |
| 12     | Die Glücksoase                 | The Happy Place              | 10. September 2019        | 01. Juli 2019        |
| 13     | Drei Rätsel                    | The Grand Surrender          | 17. September 2019        | 08. Juli 2019        |
| 14     | Die andere Seite               | The Other Side               | 17. September 2019        | 15. Juli 2019        |
| 15     | Die berüchtigte Mrs. Goodspeed | The Notorious Mrs. Goodspeed | 24. September 2019        | 22. Juli 2019        |
| 16     | Die Arachnitekten              | Arachnitects                 | 24. September 2019        | 29. Juli 2019        |
| 17     | Für eine Handvoll KVNs         | The First Times They Met     | 01. Oktober 2019          | 05. August 2019      |
| 18     | Der Freund des Zeitreisenden   | The Remembered               | 01. Oktober 2019          | 12. August 2019      |
| 19     | Die Schatten der Erinnerung    | The Closer You Get           | 08. Oktober 2019          | 19. August 2019      |
| 20     | Gary, Clarence, Ash, Spion     | The Lost Spy                 | 08. Oktober 2019          | 26. August 2019      |
| 21     | Abserviert                     | The Set Up                   | 15. Oktober 2019          | 09. September 2019   |
| 22     | Abstieg in die Dunkelheit      | Descent Into Darkness        | 15. Oktober 2019          | 16. September 2019   |
| 23     | Der sechste Schlüssel          | The Sixth Key                | 22. Oktober 2019          | 23. September 2019   |

### Staffel 3
Eine dritte Staffel mit 13 Folgen wurde am 1. Oktober 2019 vom Macher Olan Rogers angekündigt und wurde in den USA vom 20. März bis zum 14. Juni 2021 veröffentlicht.
| Nummer | Deutscher Titel                    | Originaltitel                        | deutsche Erstausstrahlung | Originalausstrahlung |
| 24     | … und ins Feuer                    | …and into the Fire                   | 9. Juni 2021              | 20. März 2021        |
| 25     | Das verborgene Licht               | The Hidden Light                     | 16. Juni 2021             | 27. März 2021        |
| 26     | Der Ventrexianer                   | The Ventrexian                       | 23. Juni 2021             | 3. April 2021        |
| 27     | Eine von uns                       | One of Us                            | 30. Juni 2021             | 10. April 2021       |
| 28     | Verlorene Momente                  | All The Moments Lost                 | 7. Juli 2021              | 17. April 2021       |
| 29     | Wendepunkte                        | Change is Gonna Come                 | 14. Juli 2021             | 24. April 2021       |
| 30     | Die Kammer des Zweifels            | The Chamber of Doubt                 | 21. Juli 2021             | 1. Mai 2021          |
| 31     | Vergebung                          | Forgiveness                          | 28. Juli 2021             | 8. Mai 2021          |
| 32     | Die Hyper-Transdimensionale Brücke | Hyper-Transdimensional Bridge Rising | 4. August 2021            | 15. Mai 2021         |
| 33     | Bis der Himmel einstürzt           | Until the Sky Falls                  | 11. August 2021           | 22. Mai 2021         |
| 34     | Die Toten sprechen                 | The Dead Speak                       | 18. August 2021           | 29. Mai 2021         |
| 35     | Die Abkehr                         | The Leaving                          | 25. August 2021           | 7. Juni 2021         |
| 36     | Das Tor zur Hölle                  | The Devil's Den                      | 1. September 2021         | 14. Juni 2021        |

## Rezension
Die Serie erhielt mit einem Metascore von 60 gemischte Bewertungen der Kritiker, erhielt allerdings weitgehend positive Nutzerbewertungen.
Gelobt werden dabei vor allem die Animation, der Genre-Mix, der abgedrehte Humor, die originelle Geschichte und Charaktere sowie die Stimme von David Tennant. Kritisiert werden einige vorhersehbare Dinge in der Serie, Parallelen zu bereits bekannten Werken und der teilweise fehlende clevere und eher pubertierende Humor der Serie.